# 史蒂夫·霍斯
史蒂文·舍伯恩·霍斯（英語：Steven Sherburne Hawes，1950年5月26日—），美国NBA联盟前职业篮球运动员。他在1972年的NBA选秀中第2轮第24顺位被克里夫兰骑士选中。